# 태국의 주
태국은 수도 방콕과 나머지 76개의 주(태국어: จังหวัด 짱왓[*], 로마자 표기: changwat)와 6개의 지방으로 이루어져 있다. 태국의 수도인 방콕은 주가 아니지만, 특별행정구역으로 76개의 주와 같은 지위의 행정 구역이기 때문에, 77개의 주에 포함되기도 한다. 각 주의 이름은 주 내 주요 도시와 이름이 동일하다. 주의 주도가 그 도에서 가장 큰 도시가 아닌 경우는 6개의 도가 있는데, 딱주(매솟이 가장 큼), 빠툼타니주(랑싯이 가장 큼), 송클라주(핫야이가 가장 큼), 촌부리주(파타야가 가장 큼), 나라티왓주(쏭아이콜록이 가장 큼), 쁘라쭈압키리칸주(후아힌이 가장 큼)가 있다.
2000년 인구조사에 의하면, 방콕은 가장 인구가 많고, 가장 인구밀도가 높은 도시이다. 면적이 가장 넓은 주는 나콘랏차시마주이며, 가장 면적이 작은 주는 사뭇송크람주이다. 라용주는 가장 인구가 작은 주이고, 매홍손주는 가장 인구밀도가 낮은 주이다.
각 주는 관찰사에 의해 통치가 되며, 관찰사는 내무부 장관에 의해 임명된다. 방콕은 선거로 선출된다.
태국어로 주(province)는 "짱왓"이라고 부르며, 짱왓은 다시 877개 "암프"(amphoe, อำเภอ, district)로 나뉜다. 방콕의 50개의 구는 "켓"(khet, เขต)이라고 하며, 공식 문서에서도 암프와 혼동하는 경우가 많다. 각 주마다 암프의 숫자는 다양하며, 가장 작은 곳은 3개에서 가장 많은 방콕은 50개에 이를 때도 있다. 암프는 다시 "땀본"(tambon)이라는 세부 행정 단위로 쪼개지며, 가장 작은 마을의 개념인 "무반 (행정 구역)"(muban)이 있다. 방콕에서는 땀본을 "쾡"(khwaeng)이라고 한다.
2011년 농카이주의 암프 븡깐이 짱왓으로 승격되었다.

## 짱왓
이 분류는 태국왕실연구소에 의한 정식 분류이며, 다른 것은 4개의 지방으로 나뉜 것도 있다. 보통 4개로 나눌 때는 북부, 동북부, 중부, 남부로 분류를 한다.
- 괄호 안은 주명의 태국어 표기이다.

태국의 77개 짱왓과 방콕 특별행정구역

| 북부 1. 치앙마이 (เชียงใหม่) 2. 치앙라이 (เชียงราย) 3. 람빵 (ลำปาง) 4. 람푼 (ลำพูน) 5. 매홍손 (แม่ฮ่องสอน) 6. 난 (น่าน) 7. 파야오 (พะเยา) 8. 프래 (แพร่) 9. 우따라딧 (อุตรดิตถ์) | 남부 1. 춤폰 (ชุมพร) 2. 끄라비 (กระบี่) 3. 나콘시탐마랏 (นครศรีธรรมราช) 4. 나라티왓 (นราธิวาส) 5. 빠따니 (ปัตตานี) 6. 팡응아 (พังงา) 7. 파탈룽 (พัทลุง) 8. 푸껫 (ภูเก็ต) 9. 라농 (ระนอง) 10. 사뚠 (สตูล) 11. 송클라 (สงขลา) 12. 수랏타니 (สุราษฎร์ธานี) 13. 뜨랑 (ตรัง) 14. 얄라 (ยะลา) |
| 서부 1. 깐짜나부리 (กาญจนบุรี) 2. 펫차부리 (เพชรบุรี) 3. 쁘라쭈압키리칸 (ประจวบคีรีขันธ์) 4. 랏차부리 (ราชบุรี) 5. 딱 (ตาก) 중부 1. 앙통 (อ่างทอง) 2. 아유타야 (พระนครศรีอยุธยา) 3. 끄룽텝마하나콘 (กรุงเทพ ฯ) 4. 차이낫 (ชัยนาท) 5. 깜팽펫 (กำแพงเพชร) 6. 롭부리 (ลพบุรี) 7. 나콘나욕 (นครนายก) 8. 나콘빠톰 (นครปฐม) 9. 나콘사완 (นครสวรรค์) 10. 논타부리 (นนทบุรี) 11. 빠툼타니 (ปทุมธานี) 12. 펫차분 (เพชรบูรณ์) 13. 피찟 (พิจิตร) 14. 핏사눌록 (พิษณุโลก) 15. 수코타이 (สุโขทัย) 16. 사뭇쁘라깐 (สมุทรปราการ) 17. 사뭇사콘 (สมุทรสาคร) 18. 사뭇송크람 (สมุทรสงคราม) 19. 사라부리 (สระบุรี) 20. 싱부리 (สิงห์บุรี) 21. 수판부리 (สุพรรณบุรี) 22. 우타이타니 (อุทัยธานี) | 동부 1. 차층사오 (ฉะเชิงเทรา) 2. 짠타부리 (จันทบุรี) 3. 촌부리 (ชลบุรี) 4. 쁘라찐부리 (ปราจีนบุรี) 5. 라용 (ระยอง) 6. 사깨오 (สระแก้ว) 7. 뜨랏 (ตราด) 동북부 1. 암낫짜른 (อำนาจเจริญ) 2. 부리람 (บุรีรัมย์) 3. 차이야품 (ชัยภูมิ) 4. 깔라신 (กาฬสินธุ์) 5. 콘깬 (ขอนแก่น) 6. 르이 (เลย) 7. 마하사라캄 (มหาสารคาม) 8. 묵다한 (มุกดาหาร) 9. 나콘파놈 (นครพนม) 10. 나콘랏차시마 (นครราชสีมา) 11. 농부아람푸 (หนองบัวลำภู) 12. 농카이 (หนองคาย) 13. 로이엣 (ร้อยเอ็ด) 14. 사꼰나콘 (สกลนคร) 15. 시사껫 (ศรีสะเกษ) 16. 수린 (สุรินทร์) 17. 우본랏차타니 (อุบลราชธานี) 18. 우돈타니 (อุดรธานี) 19. 야소톤 (ยโสธร) 20. 븡깐 (บึงกาฬ) |

## 같이 보기
- 태국의 하부 행정 구역
- 암프 (amphoe)
- 땀본 (tambon)
- 테사반
- ISO 3166-2:TH
- (영어) 태국의 도시 목록
- 위키백과:태국어의 한글 표기